# Paythorne
Paythorne – wieś w Anglii, w hrabstwie Lancashire, w dystrykcie Ribble Valley. Leży 56 km na północ od miasta Manchester i 309 km na północny zachód od Londynu. W 2001 miejscowość liczyła 95 mieszkańców.